# Sipaneopsis huberi
Sipaneopsis huberi là một loài thực vật có hoa trong họ Thiến thảo. Loài này được Steyerm. miêu tả khoa học đầu tiên năm 1984.